# Rája (török)

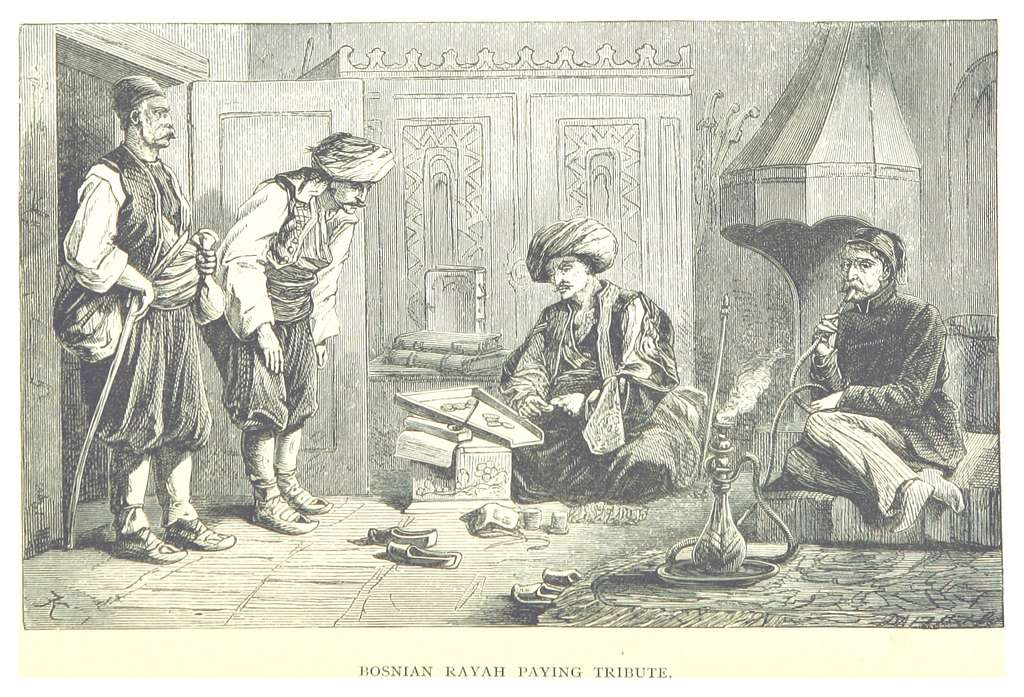
Boszniai rája adót fizet (1877-es ábrázolás)

A ráják (az arab és a török nyelvben nyájat jelentő szóból) az Oszmán Birodalom adófizető alattvalói voltak.

## A fogalom tartalma
A szó alapjául szolgáló arab ige az állatok őrzését illetve általában a pásztorkodást, gondoskodást, védelmezést jelenti. A rája szó tehát a hatalom oltalmára szoruló, adófizető alattvalók összességét jelölte, vallási különbségtétel nélkül. Rája volt mindenki, aki földet művelt, állatot tenyésztett vagy kézműveskedett, és mindezek után adót fizetett, az anatóliai török földművesek tehát éppúgy, mint az alföldi magyar parasztok. Sokáig a történelemtudományban is közkeletű félreértés volt, hogy a ráják alatt csak a keresztény alattvalókat kell érteni, és a nyáj kifejezés rájuk nézve pejoratív lett volna.
A rájákon belül a keresztény és zsidó adózókat zimmiknek nevezték. A keresztény alattvalók nem viselhettek fegyvert, önvédelmi és önkormányzati szervezeteik csak erős megszorításokkal működhettek, a bíróságokon muszlimokkal szemben nem tanúskodhattak. Vegyes vallású településeken csak kijelölt templomokban és meghatározott módon tarthattak istentiszteletet. Tilos volt viselniük néhány jellegzetes török ruhadarabot, így turbánt. Csak nem-muszlim adózók fizették az államnak az európai nyelvekben „fejadó”-nak fordított dzsizjét (másik nevén harádzsot). Földbirtokosaiknak fizettek továbbá kapuadót, valamint helyi szabályok szerint néhány más adót.
A ráják tették ki az Oszmán Birodalom lakosságának túlnyomó többségét. A katonai-tisztviselői-vallási  uralkodó réteg tagjainak neve aszkeri volt. E két csoporton kívül álltak a tényleges rabszolgák (kul).
Az Oszmán Birodalom történetének korai szakaszában a ráják nem teljesítettek katonai szolgálatot, csak a 16. századtól terjesztették ki rájuk a hadkötelezettséget.

## Kapcsolódó szócikk
- Az oszmán társadalom szerkezete